# Блера
Блера (італ. Blera) — муніципалітет в Італії, у регіоні Лаціо,  провінція Вітербо.
Блера розташована на відстані близько 60 км на північний захід від Рима, 18 км на південь від Вітербо.
Населення — 3385 осіб (2014).
Щорічний фестиваль відбувається 11 грудня. Покровитель — San Vivenzio.

## Демографія
Населення за роками:

Станом на 1 січня 2023 року в муніципалітеті офіційно проживали 253 іноземці з 39 країн, серед них 141 громадянин країн Євросоюзу та 10 громадян України.

## Уродженці
- Анджело Перуцці (*1970) — відомий у минулому італійський футболіст, воротар, згодом — футбольний тренер.

## Сусідні муніципалітети
- Барбарано-Романо
- Канале-Монтерано
- Монте-Романо
- Тольфа
- Веяно
- Ветралла
- Вілла-Сан-Джованні-ін-Туша